# 綾城
綾城（あやじょう）は、宮崎県綾町にあった日本の城（山城）。築城は1331年～1334年。足利尊氏の家臣であった細川小四郎義門が築いたと言われる。伊東四十八城の一つ。別名「竜尾城」。

## 歴史
細川小四郎義門の子、細川義遠は綾氏を名乗り、綾氏は数代この城にて綾を支配したがその後伊東氏の配下に入り、綾城は伊東四十八城の一つとして伊東氏の支城となる。永正7年（1510年）には、長倉若狭守祐正と垂水但馬守祐元らが城に身を隠すも、謀反の疑いで主君の伊東尹祐の攻撃を受けて落城、両名は自害している。
天正5年（1577年）に伊東氏が家臣の裏切りと島津氏の侵略を受け一時的に衰退した際は最後まで伊東氏の拠点となったが、最終的には落城した。
伊東氏衰退後は島津氏の支城となったが、慶長20年（1615年）の江戸幕府による一国一城令により、綾城は廃城となった。
現在の綾城は、日本城郭協会に依頼した中世山城の築城についての数次にわたる調査に基づいて考察され、昭和60年春に戦国初期城楼建造物として構築されたもので、当時の綾城がこのような建築物であったとしても不都合な点はないが、かつての綾城がこのような建築物であったというわけではない。

## 細川綾氏
細川義門の子、細川義遠が綾氏を称し、綾義勝、綾義廉、綾義郷、綾義佐、綾義範、綾義継、綾義義と続き、最終的には日向伊東氏の家臣となった。